# حكومة عالمية
الحكومة العالمية هي كيان سياسي يضع ويفسر ويطبق القانون الدولي. وطبقاً لمفهوم الحكومة العالمية فعلى الشعوب أن تساهم أو ترضخ لتلك الحكومة (كل حسب نظرته). والنتيجة أن الحكومة العالمية ستضيف مستوى جديداً من مستويات الإدارة فوق المستوى الوطني للحكومات.

## مقدمة
لم تبادر أي دولة حتى الآن إلى تقديم خطة رسمية لحكومة عالمية، رغم أن البعض يرى في مؤسسات وهيئات دولية مثل المحكمة الجنائية الدولية والبنك الدولي على أنها بذور أو بدايات لنظام حكومة عالمية. قامت هيئة مؤلفة من قانونيين من دول مختلفة تعرف باسم برلمانيون للعمل العالمي بالدعوة إلى قيام حكم عالمي ديمقراطي، رغم أن دعوتها هي نفسها تنوعت من حيث هدفها وشدتها خلال تاريخ تلك المنظمة.
يقدم الخيال العلمي نسخاً تبدو متضاربة من حكومات عالمية متخيلة، وتشمل تلك التصورات طيفاً يبدأ من المثالية والطوباوية وصولاً إلى الاستبدادية القمعية. بعض المسيحيين الأصوليين وكذلك بعض المتدينين من ديانات أخرى يشيرون إلى الحكومة العالمية من منظور سفر الرؤيا وباعتبارها استبدادية وقمعية. بعض الإسلاميين يعتقدون بأن الحكومة العالمية الوحيدة الممكنة ستكون تحت قيادة إسلامية. مصطلح «النظام العالمي الجديد» استخدم في سياقات سياسية متعددة كالتصور الذي وضعه جورج بوش الأب عن عالم يسوده السلام والتعاون بين دول ديمقراطية لا تعكر صفوه حكومات دكتاتورية كالاتحاد السوفييتي أو الفاشية. آخرون ممن لا يولون ثقة كبيرة بالحكومات عموماً، أو ممن يخافون رجحان الكفة الأمريكية على المسرح الدولي يفسرون عبارة «النظام العالمي الجديد» بشكل مختلف يميل إلى التشاؤم. وهناك من يذهبون أبعد من ذلك ليقولوا بأن أي شكل من أشكال الحكم العالمي سيكون قاعدة لمؤامرة جديدة تهدف إلى السيطرة على العالم، وذلك لخدمة مصالح منظمة ما أو أخرى، حقيقية أحياناً ومتخيلة أحياناً أخرى.

## تاريخ فكرة الحكومة العالمية

### التصورات الأولى
على المسرح الغربي نوقشت فكرة الحكومة العالمية من أجل حفظ السلام بين الأمم في العصور اليونانية والرومانية، وفي العصور الأقرب ظهرت الفكرة في القرن 14 في بحوث دانتي، وفي عام 1625 كتب القانوني الهولندي هوغو غروتيوس كتابه «قوانين الحرب والسلام»، وهو عمل ينظر إليه عموماً باعتباره نقطة البداية في القانون الدولي الحديث. خلال القرن 18 اكتسبت فكرة قيام فدرالية عالمية زخماً كبيراً، ففي تلك الفترة تأسست الولايات المتحدة الأمريكية كأول ديمقراطية فدرالية حديثة عام 1788، وهي فكرة كتب حولها عمانوئيل كانط مقالته «السلام الدائم: مسودة فلسفية» عام 1795. وقد وضع كانط في مقالته تلك ثلاثة أسس لتنظيم العلاقات الإنسانية ولدرء خطر وقوع حروب في المستقبل بشكل نهائي:
- نظام جمهوري ودستور مدني لكل دولة.
- القانون الدولي يقوم على أساس فدرالي لدول حرة
- حقوق الناس، كمواطنين عالميين، تكون محددة بالقانون العالمي للضيافة (أي، يمكن للناس زيارة البلاد الأخرى، لكن لا يقيمون فيها ما لم تتم دعوتهم لذلك).

### نظرية العقد الاجتماعي
انظر المقال الرئيسي لنظرية العقد الاجتماعي.
ترى النظرية أن الوضع الأصلي للأفراد، أي حالهم قبل نشوء الدولة والمجتمع هو حالة قتال وحرب ضد بعضهم البعض، حيث لا أخلاق ولا قوانين، والجميع يعيشون في خوف مستمر من بعضهم البعض، وهذا هو الوضع الأصلي الطبيعي (شريعة الغاب).
ولفهم مبدأ الحكومة العالمية في هذا السياق يمكن أن نضع كلمة (دولة أو دول) مكان كلمة (الفرد أو الأفراد) في الجملة السابقة، وكلمة (حكومة عالمية) مكان كلمة دولة.
تحاول نظرية العقد الاجتماعي أن تفسر ظاهرة نشوء المجتمع أو القانون أو الدولة، فتقول بأن البشر وجدوا أن تجمعهم مع بعض يقدم لهم فوائد منها الحماية والأمن، ثم إنهم ومن أجل حل النزاعات التي تقع فيما بينهم يقومون بالتنازل عن مجموعة من الحريات الوحشية، ويتفقون على مجموعة من القوانين الحضرية، وبما أن هذه القوانين لن تكون محل احترام في عالم شريعة الغاب؛ فإن البشر وبموجب العقد الاجتماعي يوكلون أمر تطبيق القانون إلى حكم سياسي ينفرد بالسلطة والقوة ليقوم بمعاقبة من يخالف القانون مقابل تمتع الجميع بحماية هذا القانون. ونحن نقوم بهذا العقد الاجتماعي ضمنياً وفق ما تعبر عنه الصيغة التالية: «إنني أتنازل للدولة أو للشعب أو للأمة عن حقي في حكم نفسي بشرط أن تتنازل أنت (أنتم) للدولة أو للشعب أو للأمة عن حقك في حكم أنفسك» أي أن نخضع جميعاً للقانون. يمكن تعريف الحكومة العالمية بأنها رؤية تنتج عن مشروع عقد اجتماعي دولي.

### القرن التاسع عشر
في عام 1811 اقترح الفيلسوف الألماني كارل كراوس في مقالة بعنوان «نموذج للإنسانية» قيام خمس فدراليات إقليمية هي أوروبا وآسيا وأفريقيا وأمريكا وأستراليا، تتجمع كلها في جمهورية عالمية. وفي عام 1842 كتب شاعر إنكليزي قصيدة تنبأ فيها بمستقبل لا تسمع فيه طبول الحرب ولا ترف في سمائه راياتها ويأمن فيه الناس، ويحكمه برلمان عالمي واحد في فدرالية عالمية وتحت قانون دولي.
ما بين 1852 و1892 أسس بهاء الله المذهب البهائي، واعتبر أن تأسيس رابطة عالمية للأمم هو هدف أساسي من دينه الجديد. لقد تصور مجموعة جديدة من البنى الاجتماعية القائمة على أساس التشارك والتشاور بين الناس، بما فيها مجلس لقانونيين عالميين، ومحكمة دولية، وذراع تنفيذية لتنفيذ قرارات الأجهزة القضائية والشرعية الدولية. ومن المبادئ البهائية ذات الصلة إنشاء نظام عالمي للأوزان والمقاييس، وعملة موحدة، واعتماد لغة عالمية. يبلغ عدد أتباع البهائية 5 ملايين متفرقين في العالم.
ل
بعد التجربة الأمريكية شكلت سويسرا عام 1848، ثم كندا سنة 1867 أول فدرالية متعددة القوميات، لتوحد أعراقاً وثقافات ومناطق لغوية مختلفة تحت حكومة شاملة واحدة.
ابتداءً من عام 1843استمرت مجالس السلام الدولية تنعقد في أوروبا كل سنتين، لكنها فقدت زخمها بعد 1853 بسبب اندلاع الحروب في أوروبا وأمريكا الشمالية. وساهم إنشاء المنظمات الدولية ابتداءً من القرن التاسع عشر كمنظمة الصليب الأحمر عام 1863 ثم اتحاد التلغراف 1865، ثم اتحاد البريد العالمي 1874 مع تزايد نشاط التجارة الدولية في مطلع القرن العشرين، كل ذلك ساهم في تزايد أعداد المنظمات، ومع نشوب الحرب العالمية الأولى كان هناك 450 منظمة دولية. وتزايدت معها الأصوات المطالبة بوضع قانون دولي خلال تلك المدة.
تأسست منظمة القانون الدولي عام 1873 على يد البلجيكي غوستاف رولين. وفي عام 1886 اجتمع أول برلمان عالمي غير مكتمل النضوج، أطلق عليه اسم الاتحاد البرلماني العالمي حضره قانونيون من دول مختلفة. في عام 1904 اقترح البرلمان رسمياً قيام «مجلس عالمي ينعقد على نحو سنوي لمناقشة القضايا الدولية».

### تجارب سابقة
قدر يرى البعض في نماذج قديمة في التاريخ أشكالاً من الحكومة العالمية، منها إمبراطورية الإسكندر، أو الإمبراطورية المغولية، أو الإمبراطورية البريطانية أو الإسلامية. خلال النصف الأول من القرن العشرين جرت عدة محاولات لتأسيس منظمات دولية لحل النزاعات بين الدول بطرق سلمية. أشهر تلك المحاولات مؤتمر هاغو عام 1899 و1907 الذي فشل في تجنب وقوع الحرب العالمية الأولى، وعصبة الأمم 1919 ـ 1938 التي فشلت في منع الحرب العالمية الثانية.

### بعد الحرب العالمية الثانية
تسببت الحرب العالمية الثانية 1939 ـ 1945 بدمار كبير غير مسبوق، وجاءت معها بالقنبلة النووية إلى الساحة العسكرية والسياسية. وكانت بعض الأعمال التي استهدفت المدنيين في تلك الحرب على درجة كبيرة من الوحشية، وبدأت تعتبر جرائم بحق الإنسانية. ومع اقتراب نهاية الحرب تعالت الأصوات المنادية بتأسيس منظمة قادرة على منع الصراعات الدولية المدمرة. هذا ما قاد إلى تأسيس الأمم المتحدة عام 1945، التي تبنت الميثاق العالمي لحقوق الإنسان عام 1948. على أي حال الكثيرون يعتقدون اليوم أن الأمم المتحدة هي بالأساس منتدى للمناقشة والتنسيق بين الحكومات، وأنها غير مهيئة لهذه المهمة. عدد من الأشخاص البارزين، منهم ألبرت أينشتاين، ووينستون تشرشل وبيرتراند راسل والمهاتما غاندي طالبوا الحكومات بالقيام بمزيد من الخطوات نحو تأسيس حكومة فدرالية عالمية فعالة.

### العصر الذهبي للمشروع
كانت السنوات التي أعقبت الحرب العالمية الثانية وحتى عام 1950 العصر الذهبي للحركة الفدرالية العالمية. بيعت مليونا نسخة من كتاب وندل ويلكي بعنوان «عالم واحد» والذي طبع للمرة الأول عام 1943. كتب أخرى دعت لاستبدال الأمم المتحدة بحكومة فدرالية عالمية منها كتاب «علم تشريح السلام» لكاتبه إمري ريفز وقد أصبح كتابه هذا مرجعاً لأنصار الفدرالية العالمية. أسس أنصار الفكرة في الولايات المتحدة الأمريكية عام 1947 ما أسموه الفدرالية العالمية المتحدة (سميت فيما بعد الجمعية الفدرالية العالمية، ثم مواطنون لحلول عالمية) زعمت أن عدد أعضائها وصل إلى 47,000 عام 1949.
سنة 1947 التقت في سويسرا عدة حركات من عدة دول لتأسيس تحالف عالمي، سمي حركة الفدرالية العالمية. مع حلول عام 1950 زعمت أنها تتألف من 50 مجموعة تنتشر في 22 دولة وتضم أكثر من 156 ألف عضو. في فرنسا عام 1948، بدأ غاري ديفيس بإلقاء خطاب غير مرخص من على منبر الجمعية العامة للأمم المتحدة منادياً من أجل حكومة عالمية، استمر في إلقاء خطبته حتى جره الحراس إلى الخارج، تخلى غاري ديفيس عن جنسيته الأمريكية وبدأ بالتسجيل للمواطنة العالمية، التي زعم أنها سجلت أكثر من 750 ألف إنسان في أقل من عامين. استطلاعات الرأي التي أجرتها اليونسكو في 1948 ـ 1949 بينت أن أغلب من استطلعت آراؤهم في 6 دول أوربية يرحبون بفكرة الحكومة العالمية بينما رفضها أغلب من استطلعت آراؤهم في أستراليا وأمريكا والمكسيك. في عام 1953 أعلن دايفس تأسيس «الحكومة العالمية لمواطنين عالميين» على ثلاث أسس سماها «قوانين العالم» وهي: إله واحد، عالم واحد، إنسانية واحدة. (انظر هذا الرابط)
بعد هذا الإعلان، قام بتأسيس «السلطة المتحدة لخدمة العالم» في نيويورك، باعتبارها الوكالة الإدارية للحكومة الجديدة. كان من أولى مهامها تصميم وإصدار جواز سفر عالمي استناداً إلى المادة 13(2) من الإعلان العالمي لحقوق الإنسان. وقد صدر أكثر من 800 ألف من تلك الوثائق لأفراد في أنحاء العالم، واعتبرت أمراً واقعاً في بعض البلدان.

### من العام 1950 حتى الآن
وفي حين استمر الحماس للفدرالية في أوروبا خلال العقود اللاحقة مولداً الاتحاد الأوربي، فإن الحرب الباردة (1950 ـ 1990) حدت من فرص أي تقدم على صعيد الفدرالية العالمية. فسرعان ما تقلص حجم الحركة إلى نواة ضيقة من الناشطين، واختفى مشروع الحكومة الفدرالية العالمية من ساحات النقاشات العامة.
عقب انهار الاتحاد السوفييتي، تجدد الاهتمام في الحكومة الفدرالية العالمية، وبشكل أكبر الاهتمام بحماية عالمية لحقوق الإنسان. أكثر الإنجازات بروزاً فيما يخص الحركة الفدرالية العالمية خلال التسعينيات كان إعلان روما عام 1998، والذي أدى فيما بعد إلى تأسيس المحكمة الجنائية الدولية عام 2002. في أوروبا اكتسب مشروع الوحدة الأوروبية الفدرالية زخماً شديداً، الذي بدأ باتفاقية تجارية بين ألمانيا وفرنسا عام 1952 ووصل إلى معاهدة ماسترخت عام 1992. توسع الاتحاد الأوروبي حتى بات يضم نحو 450 ألف نسمة في 25 دولة عام 2005. واحتذى الاتحاد الأفريقي النموذج الأوروبي ليتأسس عام 2002، ثم جامعة أمم جنوب أمريكا عام 2004.

### الاتحادات الإقليمية القائمة الآن
ينظر إلى الاتحاد الأوروبي باعتباره أكثر النماذج الاتحادية الفدرالية تميزاً، فهو يوحد عدداً كبيراً من الناس المختلفين والقوميات واللغات المتنوعة، والذين يحفل تاريخ بعضهم بعداوات شديدة، وهم ينتشرون في بقعة جغرافية واسعة نسبياً. ويحمل الاتحاد الأوروبي وهو ما يزال في طور النمور خصائص الحكومة الفدرالية، مثل الحدود الداخلية المفتوحة، والبرلمان المنتخب مباشرة، ونظام محاكم وسياسة اقتصادية مركزية.
المثال الأوربي تبعه الاتحاد الأفريقي كأتحاد قاري عام 2002، إذ عام 1944 بعدا جتماع عقد في الإسكندرية بمصر تم إصدار بروتوكول الإسكندرية الذي سجل الاتفاق على إنشاء جامعة الدول العربية كأتحاد قومي عربي، بالاضاتفة إلى جامعة أمم جنوب أمريكا، برلمان أمريكا الوسطى، وجمعية بلدان جنوب شرق آسيا. والآن فإن أعداداً كبيرة من التجمعات الإقليمية التي تتكتل فيها معظم أمم الأرض قطعت مراحل متفاوتة على طريق التكامل الاقتصادي وأحياناً السياسي. ويبقى أن النموذج القاري من الاتحاد قد يساهم أو يعيق التوجه نحو تكامل عالمي.
وقد دعت بعض الهيئات والجمعيات إلى قيام جمعية برلمانية تتبع للأمم المتحدة، لتكون مؤسسة تنضم إلى مؤسسات الأمم المتحدة على أن يتمكن مواطنوا العالم أجمع (ولو في مرحلة لاحقة) من ممارسة حق انتخاب أعضائها مباشرة.

## نظام الحكم العالمي الراهن
لا توجد في عالم اليوم أي مؤسسة عالمية يمتد نفوذها على سائر الكوكب، سواء كقوة عسكرية أو تنفيذية أو تشريعية أو قضائية أو دستورية أو مؤسسة عالمية مستقلة لمراقبة الفساد. الكرة الأرضية مقسمة الآن من ناحية جغرافية وسكانية إلى بنى سياسية مستقلة يطلق عليها اسم «دول» أو «أمم». هناك أعداد هائلة من الهيئات والمؤسسات والاتحادات والتحالفات والمعاهدات والعقود بين هذه السلطات، ولا شيء يضمن التزام الأطراف بأي من هذه المعاهدات سوى التوافق والقبول المتبادل بين الأطراف على تنفيذها. كما أن استخدام العنف بين الدول ليس محرماً ولن يحول دونه سوى الخوف من الرد الانتقامي المحتمل، وما لم يوجد هذا الاحتمال يمكن للدولة أن تستخدم العنف ضد دولة أخرى.
ومن بين الهيئات الطوعية والمعاهدات الدولية توجد النماذج التالية:
الأمم المتحدة، هي المؤسسة الرئيسية لتنسيق النشاطات بين الدول على الصعيد الدولي وهي الوحيدة على الصعيد الدولي التي تضم في عضويتها 192 حكومة. وإضافة إلى الأجهزة الرئيسية والبرامج الإنسانية التي تملكها الهيئة، فهناك أذرع مؤسسية اجتماعية واقتصادية منها منظمة الصحة العالمية، منظمة العمل الدولية، اتحاد الاتصالات الدولي. ومن الناحية ذات الصلة بالسياسة هناك البنك الدولي، وصندوق النقد الدولي ومنظمة التجارة العالمية.
تأسس البنك الدولي وصندوق النقد الدولي معاً في أمريكا عام 1944 لرعاية التعاون النقدي العالمي ولمحاربة الفقر بمساعدة الدول المحتاجة مالياً. منظمة التجارة العالمية تضع قواعد التجارة الدولية. ولها جهاز شبه تشريعي (الجمعية العامة، يتخذ قراراته بالتوافق)، وجهاز قضائي (جهاز فض النزاعات). وهناك أيضاً منظمة التطوير والتعاون الاقتصادي التي تضم في عضويتها 30 ديمقراطية.
هناك منظمة أخرى نصف رسمية مثل مجموعة الثماني وهي مجموعة تتألف من الدول الديمقراطية الأغنى والأكثر تقدماً على الصعيد التكنولوجي. يلتقي قادة مجموعة الثماني شخصياً كل سنة لتنسيق سياساتهم في مواجهة الأزمات العالمية كالفقر والإرهاب والأمراض المعدية والتغير المناخي.
من الناحية العسكرية، تنشر الأمم المتحدة قواتها لحفظ السلام بهدف أساسي هو بناء وحفظ السلام بعد وقوع المواجهات. في حال وقع عدوان دولي عسكري يتم الاعتماد على قوات تحالف دولية (مثل القوات متعددة الجنسيات في العراق)، أو أحلاف عسكرية إقليمية مثل حلف الناتو.
يشمل القانون الدولي المعاهدات الدولية، والأعراف والمبادئ القانونية المقبولة دولياً، وتفسر القوانين في المحاكم المحلية لكل دولة باستثناء ما يعرض أمام محكمة العدل الدولية أو المحكمة الجنائية الدولية.
محكمة العدل الدولية، هي الجهاز القضائي للأمم المتحدة. وهي لا تنظر إلا في النزاعات التي تضعها أمامها الدول طوعاً، لكنها تقدم أراءً استشارية في المسائل القانونية التي تضعها أمامها أجهزة الأمم المتحدة الأخرى كالجمعية العامة ومجلس الأمن.
التطور الحديث في القانون الدولي كان تأسيس المحكمة الجنائية الدولية، وهي أول محكمة جنائية دولية دائمة، وقد تم تأسيسها لضمان عدم مرور الجرائم الدولية الخطيرة بدون عقاب. أصبحت المحكمة قانونية عام 2005 بعد أن أصبح عدد الدول الموقعة 100 وهو العدد اللازم لتصبح قانوناً، الآن تحظى المحكمة بتوقيع 139 حكومة وطنية.

### من أهم ما تفتقر إليه هذه المنظمات
- النظام الحالي للأمم المتحدة يفتقد للشرعية الديمقراطية، جاء نتيجة أمر واقع فرضته نتائج الحرب العالمية الثانية، وهو ما يزال قائماً على مبادئ القوة السياسية والعسكرية والاقتصادية وليس على مبادئ العدل والمساواة بين الشعوب، ويبدو ذلك أوضح ما يكون في مجلس الأمن و (حق الفيتو).
- السلطات التنفيذية في معظم الهيئات المذكورة أعلاه ضعيفة جداً (باستثناء الاتحاد الأوربي). معظم الحكومات الاتحادية هي حكومات بالاسم فقط، وليس لها سوى القليل جداً من القدرة على تنفيذ قراراتها.
- آليات حماية الحقوق الأساسية للإنسان أو حتى منع وقوع اعتداءات واسعة النطاق، ضعيفة جداً. وتسيطر على تدخل تلك المنظمات لحماية حقوق الإنسان إبان الأزمات الكبرى خطط سياسية خاصة وصراع نفوذ بين الدول مما يؤخر تدخلها ويعطل دورها المنشود. ويتم تضخيم بعض الأزمات وإهمال أزمات أخرى عبر وسائل الإعلام.
- في حين أن الاتفاقات التجارية والمعاهدات المالية مفعّلة بشكل جيد، فإن الاتفاقات الاجتماعية والإنسانية والبيئية محدودة الفعالية جداً.
- الفقراء، في قارة أفريقيا على وجه الخصوص، لا ينتفعون من الاقتصاد العالمي الحديث ولا يسهمون فيه.
- هناك الكثير من المعاهدات الدولية والسلطات القضائية المتداخلة بل والمتعارضة في بعض الأحيان.